# Попречни аритеноидни мишић
Попречни аритеноидни мишић (лат. musculus arytenoideus transversus) је мали непарни мишић гркљана, који се састоји од попречних влакана постављених преко задњих страна аритеноидних гркљанских хрскавица.
Мишић се припаја само на аритеноидним хрскавицама, и то њиховим задњим странама и спољашњим ивицама.
Инервисан је од стране моторних влакана вагусног нерва, који у мишић доспевају преко доњег гркљанског живца. Заједно са косим аритеноидним мишићем, он делује као примицач гласних жица и учествује у говору и певању.